# Edward Everett Smith
Edward Everett Smith (* 5. Mai 1861 in Spring Valley, Minnesota; † 29. Juli 1931 in Minneapolis, Minnesota) war ein US-amerikanischer Politiker. Zwischen 1909 und 1911 war er  kommissarischer Vizegouverneur des Bundesstaates Minnesota.

## Werdegang
Nach einem Jurastudium und seiner Zulassung als Rechtsanwalt begann Edward Smith in diesem Beruf zu arbeiten. Gleichzeitig schlug er als Mitglied der Republikanischen Partei eine politische Laufbahn ein. Zwischen 1895 und 1898 war er Abgeordneter im Repräsentantenhaus von Minnesota; von 1899 bis 1910 saß er im Staatssenat. Im Jahr 1909 war er als President Pro Tempore dessen geschäftsführender Vorsitzender. In beiden Häusern gehörte er mehreren Ausschüssen an.
Nach dem Tod von Gouverneur John Albert Johnson rückte dessen Vizegouverneur Adolph Olson Eberhart in das höchste Staatsamt Minnesotas auf. Entsprechend der Staatsverfassung übernahm nun der President Pro Tempore des Staatssenats, Edward Smith, kommissarisch die Funktion des Vizegouverneurs. Dieses Amt bekleidete er zwischen 1909 und 1911.  Im Jahr 1916 war er Ersatzdelegierter zur Republican National Convention. Später gehörte Smith zu den Beratern von Gouverneur J. A. O. Preus. Außerdem beriet er einige republikanische US-Präsidenten. Er starb am 29. Juli 1931 in Minneapolis.